# Schusterbrücke (Ljubljana)
Die Schusterbrücke (slowenisch: Čevljarski oder Šuštarski most) ist eine Fußgängerbrücke über die Ljubljanica im Zentrum von Ljubljana, der Hauptstadt Sloweniens. Sie verbindet den Jurčič-Platz und das Hribar-Ufer (Hribarjevo nabrežje) mit den Fußgängerstraßen auf der rechten Flussseite: Cankarjevo nabrežje, Gallusovo nabrežje und Pod Trančo, welche auf den Mestni trg führt. Benannt ist sie nach den Schusterwerkstätten, die auf einer der Vorgängerbrücken standen.

## Beschreibung
Die Schusterbrücke ist – wie die Drei Brücken (Tromostovje) – aus Kunststein gebaut. Die einfachen Säulengeländer und die hohen Säulen verschiedener Größen mit Kugeln auf ihren Spitzen verleihen der Brücke ihr charakteristisches Erscheinungsbild. Die beiden Mittelsäulen tragen Leuchten und sind etwas niedriger, was dem Aussehen der Brücke eine besondere Dynamik verleiht. Die Brücke ist auch an den Seiten unten verziert, und zwar mit einem geometrisch gemusterten Kranz. Alle Balustraden wurden im Jahre 1991 erneuert.

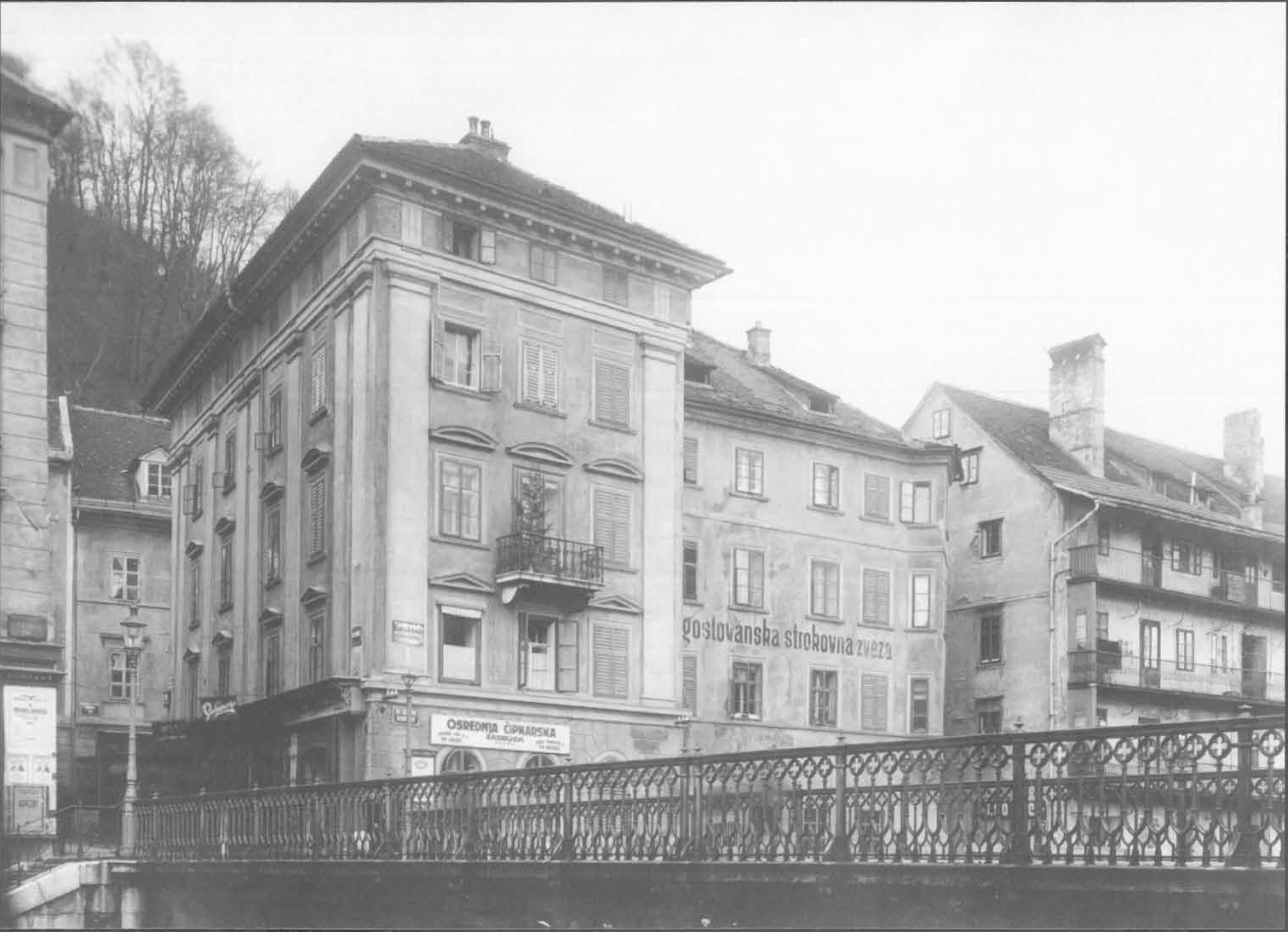
Die Hradecky-Brücke an ihrem ursprünglichen Platz der Schusterbrücke, 1925

## Geschichte
Wo heute die in den Jahren 1931/32 nach Plänen des Architekten Jože Plečnik gebaute Schusterbrücke steht, befand sich einst eine der ältesten überlieferten Brücken von Laibach, die hölzerne Obere Brücke in Abgrenzung zur flussabwärts etwa am Ort der heutigen Tromostovje gelegenen Unteren Brücke. Mitte des 19. Jahrhunderts wurde die Brücke durch Brand zerstört. Nach dem Wiederaufbau übten auf ihr Schumacher ihr Handwerk aus. 1867 wurde die Holzbrücke durch eine gusseiserne Konstruktion ersetzt, nach dem damaligen Bürgermeister von Ljubljana Hradeczky-Brücke genannt. Um die heutige Brücke bauen zu können, ließ Plečnik diese Hradecky-Brücke  weiter die Ljubljanica hinunter an die Stelle der heutigen Mütter-Brücke  verlegen.